# William Paton Cleland
William Paton Cleland (* 30. Mai 1912 in Sydney, Australien; † 29. März 2005 in Andover (Hampshire), England) war australischer Arzt in Großbritannien. Er entwickelte Ende der 1950er Jahre die Chirurgie am offenen Herzen. 1952 war er zusammen mit Dennis Melrose an der Erfindung der Herz-Lungenmaschine beteiligt, die sie nach umfangreichen Tierversuchen erstmals 1953 am Menschen einsetzten.

## Leben
Ausgebildet wurde Paton in Adelaide, wo er 1934 abschloss. 1940 heiratete er Norah Goodhart († 1994) und hatte drei Kinder. Er wechselte zur Vertiefung seiner Kenntnisse als einfacher Arzt und Chirurg an das Brompton Hospital in Großbritannien. Paton wirkte später am King’s College Hospital und Hammersmith Hospital. Er leitete die chirurgische Abteilung des Institute for Diseases of the Chest in London zwischen 1960 und 1977. In dieser Zeit führte er alle Eingriffe am offenen Herzen für die Republik Island durch, wofür er von deren Regierung mit dem Falkenorden ausgezeichnet wurde. 1964 erhielt er von der finnischen Regierung den Orden des Löwen von Finnland (Rang eines Kommandeurs). Von 1978 bis 1983 war er einer der Herausgeber des Journal of Cardiovascular Surgery.